# Bočna krmilna palica
Bočna krmilna palice ali stranska krmilna palica (ang. side-stick) je krmilna palica letala, ki se nahaja na stranski konzoli pilota, običajno na desni strani ali zunanji strani na dvosedežni pilotski kabini. Običajno se uporablja pri letalih, ki so opremljena s sistemi za krmiljenje po žici. Je najmodernejši način upravljanja letala, saj med obstoječimi opcijami omogoča najboljšo ergonomijo in je življenje pilotov tako najbolj kvalitetno v kabini z odlično preglednostjo na inštrumentalno tablo in možnostjo inštalacije centralne mizice, kjer lahko piloti pišejo, jedo in počivajo med letom. V vojaških letalih znatno povečuje varnost izstrelitve. Po zgodovinskem razvoju krmilnih sistemov upravljanja kontrol letenja je to zadnja tretja generacija, prva je bila centralna palica, kot jo imajo letala iz druge svetovne vojne, druga je bila krmilni volan, kot ga imajo Boeingi, in tretja je stranska krmilna palica.
Najpopularnejša letala z bočno krmilno palico so: Airbus A320, F-16, Dassault Rafale, F-22 in Suhoj Superjet.